# Pedra de Guaratiba
Pedra de Guaratiba é um bairro da Zona Oeste do município do Rio de Janeiro, no Brasil.
Seu Índice de Desenvolvimento Social (IDS), no ano 2000, era de 0,546, o 115º colocado entre 158 regiões analisadas no município do Rio de Janeiro.

## Toponímia
"Guaratiba" é um termo oriundo da língua tupi que significa "ajuntamento de guarás", através da junção dos termos agwa'rá ("guará") e tyba ("ajuntamento").

## História
Guaratiba é uma palavra originada do Tupi que significa local onde há muitas garças, esse nome foi dado pelos tupinambás. Ainda hoje vemos muitas garças pelos manguezais da região. Pedra de Guaratiba é um bairro da Zona Oeste da cidade do Rio de Janeiro, no Brasil. Em 1579, Manoel Veloso Espinha recebeu junto com a esposa, Jerônima Cubas, uma sesmaria em Guaratiba. Jerônima era ﬁlha ilegítima de Brás Cubas, capitão-mor de São Vicente. Recebeu as terras em Guaratiba porque também havia lutado, em 1575, contra os tamoios e franceses que se refugiaram em Cabo Frio. Nomeado Oﬁcial da Câmara em 1584, antes disso, como se vê, as famílias eram mesmo diminutas nessa época. A sesmaria compreendia cinquenta e dois quilômetros quadrados, entre os rios Guandu e Guaratiba, além de uma ilha todas as “águas entradas e saídas”, conforme está na carta de doação (Conquistadores e povoadores do Rio de Janeiro, Elysio e Oliveira Belchior). Com sua morte, seus dois ﬁlhos, Jerônimo e Manuel, herdaram a Freguesia de Guaratiba. Através de mútuo consentimento, Em 27 de abril de 1628, resolveram dividir entre eles as terras herdadas do pai, ficando Jerônimo com a parte do norte - Pedra de Guaratiba e Manoel com a parte Leste - Barra de Guaratiba, tendo o rio Piraquê como marco divisório. Jerônimo, já casado com Beatriz Álvares Gago, repassou, em 27 de julho de 1629, parte delas à Província Carmelita Fluminense (A congregação carmelita de posse religiosa das terras, fez construir diversas benfeitorias entre as quais, igreja, noviciato e um engenho). Em troca, eles teriam de pagar algumas dívidas acumuladas por eles, protegerem três enjeitados, rezarem missas pelos doadores e lhes darem sepultura na capela de Nossa Senhora do Desterro teve sua origem na partilha das terras da região de Barra de Guaratiba pelos herdeiros do seu primeiro donatário, o português  Manoel Velloso Espinha. Com a morte de Manoel Velloso Espinha, seus dois filhos Jerônimo Velloso Cubas e Manoel Espinha Filho herdaram a Freguesia de Guaratiba. Através de mútuo consentimento, resolveram dividir entre eles as terras herdadas do pai, ficando Jerônimo com a parte norte e Manoel com a parte Leste, tendo o Rio Piraquê como marco divisório. No engenho, havia uma grande produção de açúcar, rapadura e um vasto canavial, proporcionando, desta forma, rápido desenvolvimento à região, em cuja área surgiu a Fazenda da Pedra, região hoje denominada Pedra de Guaratiba. O homem Pré-histórico, deixou suas marcas aqui com os sambaquis. Um dos mais famosos é o Embratel, pesquisados pela Professora Lina Maria Kneip e sua equipe em 1980 - UFRJ, Situa-se dentro do CTEX. 
Num passado recente, Pedra de Guaratiba se destacou por ser grande produtora de pescado, sendo visitada por pessoas atraídas por seus restaurantes especializados em frutos do mar. Hoje, a atividade pesqueira declinou devido à grande poluição que vitimiza a baía. Se destacam no bairro a Igreja Nossa Senhora do Desterro, de 1626, sendo a quarta igreja mais antiga da cidade, construída à beira-mar e tombada pelo Instituto do Patrimônio Histórico e Artístico Nacional, a Igreja Nossa Senhora do Desterro, Igreja São Pedro, Colônia dos Pescadores, a Fundação Angelica Goulart, Praça do Rodo, Polo da Pedra, Abrigo Evangélico e Arena Cultural Abelardo Barbosa.

## Características
O bairro de Pedra de Guaratiba pertence à região administrativa de Guaratiba. Os bairros integrantes da região administrativa são Guaratiba, Barra de Guaratiba e Pedra de Guaratiba. O bairro tem uma população de 9 488 habitantes, distribuídos numa área territorial de 363,69 hectares, segundo informações do Instituto Brasileiro de Geografia e Estatística - Censo Demográfico 2010. O bairro faz limite com o bairro de Guaratiba. É uma zona residencial, no litoral da Baía de Sepetiba, local de atividade pesqueira.
Possui a Área de Proteção Ambiental das Brisas (Mata do Casqueiro), onde se encontram elementos da fauna e flora característicos de manguezais, restinga e mata atlântica. No morro do Silvério, situa-se a Pedra da Paca, com uma vista panorâmica do bairro, da Baía de Sepetiba e do oceano Atlântico. O bairro registou grande crescimento populacional nos últimos anos, principalmente após a reforma da Praia da Brisa, que revitalizou a orla e criou um novo ambiente para eventos.